# Massimo Maugeri

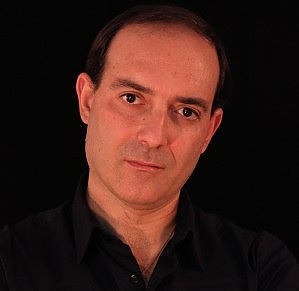
Massimo Maugeri, 2013

Massimo Maugeri (*nascido em 18 de maio de 1968 em Catania, Sicília, Itália) é um escritor, blogueiro e apresentador de rádio italiano.  

## Carreira
Massimo Maugeri é o fundador e diretor de ''Letteratitudine'', um blog literário muito popular e influente, lançado em 2006. Conhecido por suas análises da literatura italiana contemporânea, o blog serve como uma plataforma para debates sobre literatura, cultura e artes. Maugeri também apresenta um programa de rádio dedicado a livros e temas culturais . Ele escreveu vários romances e ensaios que receberam críticas positivas e inúmeros prêmios literários. Entre suas obras estão Identità distorte, Cetti Curfino, Trinacria Park e Il sangue della Montagna. Muitos de seus textos abordam temas como identidade, distorção social e a paisagem cultural da Sicília. Além de seus esforços literários, Maugeri contribuiu extensivamente para as colunas culturais de jornais e revistas, consolidando sua reputação como uma figura chave na literatura italiana contemporânea. Ele também participou de vários festivais literários e eventos tanto na Itália quanto internacionalmente. Maugeri recebeu prêmios como o Prêmio Martoglio e o Prêmio Vittorini, que reconhecem suas contribuições para a literatura e cultura italianas.

## Publicações

### Romances
Identità distorte (Prova d'Autore, 2005).
Trinacria Park (Edizioni e/o, 2013 - Prêmio Vittorini).
Cetti Curfino (La nave di Teseo, 2018).
Il sangue della Montagna (La nave di Teseo, 2021).

### Ensaios
"Letteratitudine, o livro - vol. I - 2006-2008" (Azimut, 2008);
"O e-book é o futuro do livro" (Historica, 2011);
"Letteratitudine, o livro - vol. 2" (Historica, 2012);
"Letteratitudine 3: leituras, escritos, metanarrativas" (LiberAria, 2017);

### Contos
"A cauda do peixe que perseguia o amor" (Sampognaro & Pupi, 2010 - Prêmio "Più a Sud di Tunisi" 2011), junto com Simona Lo Iacono;
Coleção de contos "Viagem ao amanhecer do milênio" (Perdisa Pop, 2011 - Prêmio Internacional Sebastiano Addamo);